# Sciuro-hypnum uncinifolium
Sciuro-hypnum uncinifolium là một loài Rêu trong họ Brachytheciaceae. Loài này được (Broth. & Paris) Ochyra & Żarnowiec mô tả khoa học đầu tiên năm 2003.